# Волкова, Надежда Терентьевна
Надежда Терентьевна Волкова (1920—1942) — участница подпольной и партизанской борьбы на Харьковщине в годы Великой Отечественной войны. Связная секретаря Харьковского подпольного обкома комсомола Украины, Герой Советского Союза.

## Биография
Родилась 24 июня 1920 года в городе Харькове в семье служащего. В документах указывала национальность русская (мать — еврейка).
До пятого класса училась в школе № 6 Харькова, окончила среднюю школу в городе Конотоп Сумской области.
В начале Великой Отечественной войны эвакуировалась в село Инсар Мордовской АССР, где окончила курсы медицинских сестёр. Работала в госпитале. В 1942 году окончила Московскую специальную партизанскую школу.
В начале октября 1942 года комсомолка Надежда Волкова стала связной секретаря Харьковского подпольного обкома комсомола Украины Александра Щербака. Была прикомандирована к партизанскому отряду Волчанского района Харьковской области (командир отряда М. В. Синельник).
В тылу врага она выполняла поручения командования отряда и подполья, ходила в разведку в Шебекино, Волчанск и другие села, распространяла листовки и проводила беседы с жителями деревень.
26 ноября 1942 года немцы начали операцию по окружению и уничтожению отряда, сосредоточив силы в районе сел Старица, Терновая и Рубежное. Ранним утром 27 ноября 1942 отряд был окружён, Надежда Волкова и Александр Щербак прикрывали отход основных сил партизанского отряда, преследуемого карателями. В этом бою Волкова и Щербак погибли.
Похоронена в городе Волчанске Харьковской области.

## Награды
Указом Президиума Верховного Совета СССР от 8 мая 1965 года за образцовое выполнение боевых заданий командования и проявленные мужество и героизм в боях с немецко-фашистскими захватчиками Волковой Надежде Терентьевне посмертно присвоено звание Героя Советского Союза. Также награждена орденом Ленина.

## Память
Памятники Н. Т. Волковой установлены на могиле в Волчанске и в сквере Победы в Харькове (памятник на аллее героев-комсомольцев был уничтожен при строительстве Мироносицкой церкви в сквере Победы за Зеркальной Струёй в 2013 году).
Её именем названы улица в городе Волчанске и средняя школа в городе Конотопе, на которой установлена мемориальная доска.